# Bleury

Bleury este o comună în departamentul Eure-et-Loir, Franța. În 1 ianuarie 2009 avea o populație de 506 de locuitori.